# Isabelle van Orléans (1878-1961)

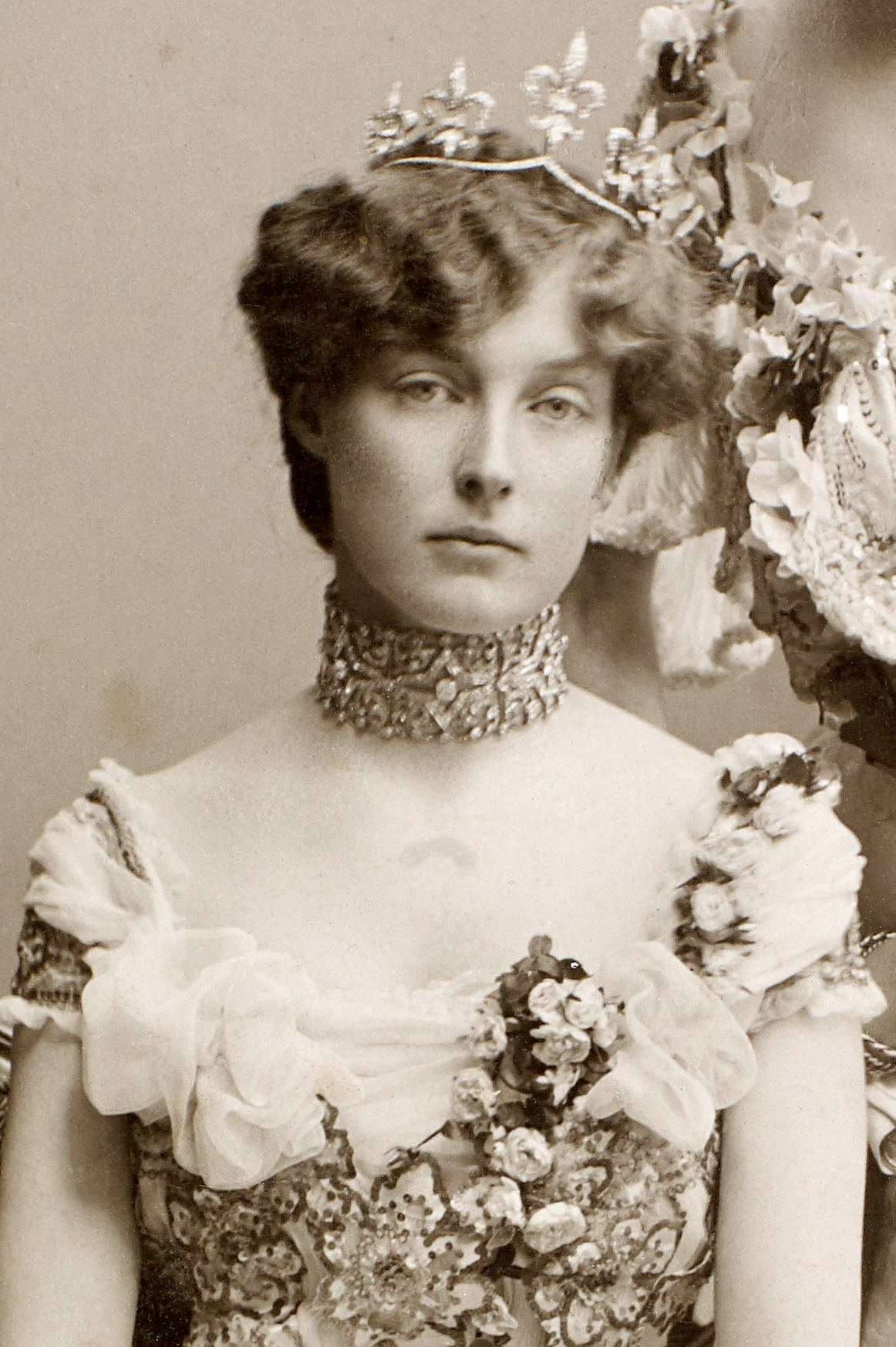
Isabelle van Orléans

Isabelle Marie Laure Mercédès Ferdinande van Orléans (Eu, Normandië, 7 mei 1878 - Larache (Marokko), 21 januari 1961).
Zij was de dochter van Franse troonpretendent en graaf van Parijs Philippe van Orléans (1838-1894) en diens echtgenote, tevens zijn nicht, prinses Marie Isabelle van Orléans.
In 1899 huwde Isabelle met haar neef Jean van Orléans (1874-1940) en de grootste tijd van hun leven woonden ze in Marokko. Ze gingen door het leven als de hertog en hertogin van Guise en kregen de volgende vier kinderen: 
- Isabelle, prinses van Orléans (27 november 1900-12 februari 1983), eerst getrouwd in 1923 met Marie Hervé Jean Bruno, (Comte d'Harcourt) (1899-1930) en daarna met Pierre Murat (Prince Murat) in 1934.
- Françoise, prinses van Orléans (25 december 1902-25 februari 1953), getrouwd met Christoffel van Griekenland en Denemarken in 1929. Hij was een zoon van George I van Griekenland en Olga Konstantinova van Rusland. Zij waren de ouders van Michaël van Griekenland en Denemarken.
- Anne, prinses van Orléans (5 augustus 1906-19 maart 1986). Zij trouwde in 1927 met Amadeus van Aosta, 3de hertog van Aosta.
- Henri (5 juli 1908-19 juni 1999).

## Albert I
In de zomer van 1898 vroeg de latere koning Albert I van België de toestemming om in het huwelijk te treden met Isabelle d'Orléans. Hij werd hierbij gesteund door zijn vader prins Filip, de graaf van Vlaanderen.
Maar de oom van Albert I, de toenmalige koning Leopold II, kon het voorstel niet steunen. Deze was namelijk bang dat een huwelijk - tussen een kroonprins en de zuster van de Franse troonpretendent - de verhouding met de Franse republiek zou verzuren. Het huwelijk ging niet door, Albert I huwde in 1900 met prinses Elisabeth.
In 1926 werd Isabelle, samen met haar echtgenoot, de troonpretendenten en dit naar aanleiding van het overlijden van haar broer Philippe d'Orléans (1869-1926).

## Kwartierstaat
| Lodewijk Filips I van Frankrijk (1773-1850) | Lodewijk Filips I van Frankrijk (1773-1850) | Lodewijk Filips I van Frankrijk (1773-1850) | Lodewijk Filips I van Frankrijk (1773-1850) | Lodewijk Filips I van Frankrijk (1773-1850) | Lodewijk Filips I van Frankrijk (1773-1850) | Marie Amélie van Bourbon-Sicilië (1782-1866) | Marie Amélie van Bourbon-Sicilië (1782-1866) | Marie Amélie van Bourbon-Sicilië (1782-1866) | Marie Amélie van Bourbon-Sicilië (1782-1866) | Marie Amélie van Bourbon-Sicilië (1782-1866) | Marie Amélie van Bourbon-Sicilië (1782-1866) |                                        |                                        | Frederik Lodewijk van Mecklenburg-Schwerin (1778-1819) | Frederik Lodewijk van Mecklenburg-Schwerin (1778-1819) | Frederik Lodewijk van Mecklenburg-Schwerin (1778-1819) | Frederik Lodewijk van Mecklenburg-Schwerin (1778-1819) | Frederik Lodewijk van Mecklenburg-Schwerin (1778-1819) | Frederik Lodewijk van Mecklenburg-Schwerin (1778-1819) | Caroline van Saksen-Weimar-Eisenach (1786-1816) | Caroline van Saksen-Weimar-Eisenach (1786-1816) | Caroline van Saksen-Weimar-Eisenach (1786-1816) | Caroline van Saksen-Weimar-Eisenach (1786-1816) | Caroline van Saksen-Weimar-Eisenach (1786-1816) | Caroline van Saksen-Weimar-Eisenach (1786-1816) |                                  |                                  | Lodewijk Filips I van Frankrijk (1773-1850) | Lodewijk Filips I van Frankrijk (1773-1850) | Lodewijk Filips I van Frankrijk (1773-1850) | Lodewijk Filips I van Frankrijk (1773-1850) | Lodewijk Filips I van Frankrijk (1773-1850) | Lodewijk Filips I van Frankrijk (1773-1850) | Marie Amélie van Bourbon-Sicilië (1782-1866) | Marie Amélie van Bourbon-Sicilië (1782-1866) | Marie Amélie van Bourbon-Sicilië (1782-1866) | Marie Amélie van Bourbon-Sicilië (1782-1866) | Marie Amélie van Bourbon-Sicilië (1782-1866) | Marie Amélie van Bourbon-Sicilië (1782-1866) |                                        |                                        | Ferdinand VII van Spanje (1784-1833)   | Ferdinand VII van Spanje (1784-1833)   | Ferdinand VII van Spanje (1784-1833)  | Ferdinand VII van Spanje (1784-1833)  | Ferdinand VII van Spanje (1784-1833)  | Ferdinand VII van Spanje (1784-1833)  | Maria Christina van Bourbon-Sicilië (1806-1878) | Maria Christina van Bourbon-Sicilië (1806-1878) | Maria Christina van Bourbon-Sicilië (1806-1878) | Maria Christina van Bourbon-Sicilië (1806-1878) | Maria Christina van Bourbon-Sicilië (1806-1878) | Maria Christina van Bourbon-Sicilië (1806-1878) |  |  |  |  |  |  |  |  |  |  |  |  |  |  |  |  |  |  |  |  |  |  |  |  |  |  |  |  |  |  |  |  |  |  |  |  |  |  |  |  |  |  |  |  |  |  |  |  |
| Lodewijk Filips I van Frankrijk (1773-1850) | Lodewijk Filips I van Frankrijk (1773-1850) | Lodewijk Filips I van Frankrijk (1773-1850) | Lodewijk Filips I van Frankrijk (1773-1850) | Lodewijk Filips I van Frankrijk (1773-1850) | Lodewijk Filips I van Frankrijk (1773-1850) | Marie Amélie van Bourbon-Sicilië (1782-1866) | Marie Amélie van Bourbon-Sicilië (1782-1866) | Marie Amélie van Bourbon-Sicilië (1782-1866) | Marie Amélie van Bourbon-Sicilië (1782-1866) | Marie Amélie van Bourbon-Sicilië (1782-1866) | Marie Amélie van Bourbon-Sicilië (1782-1866) |                                        |                                        | Frederik Lodewijk van Mecklenburg-Schwerin (1778-1819) | Frederik Lodewijk van Mecklenburg-Schwerin (1778-1819) | Frederik Lodewijk van Mecklenburg-Schwerin (1778-1819) | Frederik Lodewijk van Mecklenburg-Schwerin (1778-1819) | Frederik Lodewijk van Mecklenburg-Schwerin (1778-1819) | Frederik Lodewijk van Mecklenburg-Schwerin (1778-1819) | Caroline van Saksen-Weimar-Eisenach (1786-1816) | Caroline van Saksen-Weimar-Eisenach (1786-1816) | Caroline van Saksen-Weimar-Eisenach (1786-1816) | Caroline van Saksen-Weimar-Eisenach (1786-1816) | Caroline van Saksen-Weimar-Eisenach (1786-1816) | Caroline van Saksen-Weimar-Eisenach (1786-1816) |                                  |                                  | Lodewijk Filips I van Frankrijk (1773-1850) | Lodewijk Filips I van Frankrijk (1773-1850) | Lodewijk Filips I van Frankrijk (1773-1850) | Lodewijk Filips I van Frankrijk (1773-1850) | Lodewijk Filips I van Frankrijk (1773-1850) | Lodewijk Filips I van Frankrijk (1773-1850) | Marie Amélie van Bourbon-Sicilië (1782-1866) | Marie Amélie van Bourbon-Sicilië (1782-1866) | Marie Amélie van Bourbon-Sicilië (1782-1866) | Marie Amélie van Bourbon-Sicilië (1782-1866) | Marie Amélie van Bourbon-Sicilië (1782-1866) | Marie Amélie van Bourbon-Sicilië (1782-1866) |                                        |                                        | Ferdinand VII van Spanje (1784-1833)   | Ferdinand VII van Spanje (1784-1833)   | Ferdinand VII van Spanje (1784-1833)  | Ferdinand VII van Spanje (1784-1833)  | Ferdinand VII van Spanje (1784-1833)  | Ferdinand VII van Spanje (1784-1833)  | Maria Christina van Bourbon-Sicilië (1806-1878) | Maria Christina van Bourbon-Sicilië (1806-1878) | Maria Christina van Bourbon-Sicilië (1806-1878) | Maria Christina van Bourbon-Sicilië (1806-1878) | Maria Christina van Bourbon-Sicilië (1806-1878) | Maria Christina van Bourbon-Sicilië (1806-1878) |  |  |  |  |  |  |  |  |  |  |  |  |  |  |  |  |  |  |  |  |  |  |  |  |  |  |  |  |  |  |  |  |  |  |  |  |  |  |  |  |  |  |  |  |  |  |  |  |
|                                             |                                             |                                             |                                             |                                             |                                             |                                              |                                              |                                              |                                              |                                              |                                              |                                        |                                        |                                                        |                                                        |                                                        |                                                        |                                                        |                                                        |                                                 |                                                 |                                                 |                                                 |                                                 |                                                 |                                  |                                  |                                             |                                             |                                             |                                             |                                             |                                             |                                              |                                              |                                              |                                              |                                              |                                              |                                        |                                        |                                        |                                        |                                       |                                       |                                       |                                       |                                                 |                                                 |                                                 |                                                 |                                                 |                                                 |  |  |  |  |  |  |  |  |  |  |  |  |  |  |  |  |  |  |  |  |  |  |  |  |  |  |  |  |  |  |  |  |  |  |  |  |  |  |  |  |  |  |  |  |  |  |  |  |
|                                             |                                             |                                             |                                             | Ferdinand Filips van Orléans (1810-1842)    | Ferdinand Filips van Orléans (1810-1842)    | Ferdinand Filips van Orléans (1810-1842)     | Ferdinand Filips van Orléans (1810-1842)     | Ferdinand Filips van Orléans (1810-1842)     | Ferdinand Filips van Orléans (1810-1842)     |                                              |                                              |                                        |                                        |                                                        |                                                        | Helena van Mecklenburg-Schwerin (1814-1858)            | Helena van Mecklenburg-Schwerin (1814-1858)            | Helena van Mecklenburg-Schwerin (1814-1858)            | Helena van Mecklenburg-Schwerin (1814-1858)            | Helena van Mecklenburg-Schwerin (1814-1858)     | Helena van Mecklenburg-Schwerin (1814-1858)     |                                                 |                                                 |                                                 |                                                 |                                  |                                  |                                             |                                             |                                             |                                             | Anton van Orléans (1824-1890)               | Anton van Orléans (1824-1890)               | Anton van Orléans (1824-1890)                | Anton van Orléans (1824-1890)                | Anton van Orléans (1824-1890)                | Anton van Orléans (1824-1890)                |                                              |                                              |                                        |                                        |                                        |                                        | Luisa Fernanda van Spanje (1832-1897) | Luisa Fernanda van Spanje (1832-1897) | Luisa Fernanda van Spanje (1832-1897) | Luisa Fernanda van Spanje (1832-1897) | Luisa Fernanda van Spanje (1832-1897)           | Luisa Fernanda van Spanje (1832-1897)           |                                                 |                                                 |                                                 |                                                 |  |  |  |  |  |  |  |  |  |  |  |  |  |  |  |  |  |  |  |  |  |  |  |  |  |  |  |  |  |  |  |  |  |  |  |  |  |  |  |  |  |  |  |  |  |  |  |  |
|                                             |                                             |                                             |                                             | Ferdinand Filips van Orléans (1810-1842)    | Ferdinand Filips van Orléans (1810-1842)    | Ferdinand Filips van Orléans (1810-1842)     | Ferdinand Filips van Orléans (1810-1842)     | Ferdinand Filips van Orléans (1810-1842)     | Ferdinand Filips van Orléans (1810-1842)     |                                              |                                              |                                        |                                        |                                                        |                                                        | Helena van Mecklenburg-Schwerin (1814-1858)            | Helena van Mecklenburg-Schwerin (1814-1858)            | Helena van Mecklenburg-Schwerin (1814-1858)            | Helena van Mecklenburg-Schwerin (1814-1858)            | Helena van Mecklenburg-Schwerin (1814-1858)     | Helena van Mecklenburg-Schwerin (1814-1858)     |                                                 |                                                 |                                                 |                                                 |                                  |                                  |                                             |                                             |                                             |                                             | Anton van Orléans (1824-1890)               | Anton van Orléans (1824-1890)               | Anton van Orléans (1824-1890)                | Anton van Orléans (1824-1890)                | Anton van Orléans (1824-1890)                | Anton van Orléans (1824-1890)                |                                              |                                              |                                        |                                        |                                        |                                        | Luisa Fernanda van Spanje (1832-1897) | Luisa Fernanda van Spanje (1832-1897) | Luisa Fernanda van Spanje (1832-1897) | Luisa Fernanda van Spanje (1832-1897) | Luisa Fernanda van Spanje (1832-1897)           | Luisa Fernanda van Spanje (1832-1897)           |                                                 |                                                 |                                                 |                                                 |  |  |  |  |  |  |  |  |  |  |  |  |  |  |  |  |  |  |  |  |  |  |  |  |  |  |  |  |  |  |  |  |  |  |  |  |  |  |  |  |  |  |  |  |  |  |  |  |
|                                             |                                             |                                             |                                             |                                             |                                             |                                              |                                              |                                              |                                              | Louis Philippe van Orléans (1838-1894)       | Louis Philippe van Orléans (1838-1894)       | Louis Philippe van Orléans (1838-1894) | Louis Philippe van Orléans (1838-1894) | Louis Philippe van Orléans (1838-1894)                 | Louis Philippe van Orléans (1838-1894)                 |                                                        |                                                        |                                                        |                                                        |                                                 |                                                 |                                                 |                                                 |                                                 |                                                 |                                  |                                  |                                             |                                             |                                             |                                             |                                             |                                             |                                              |                                              |                                              |                                              | Marie Isabelle van Orléans (1848-1919)       | Marie Isabelle van Orléans (1848-1919)       | Marie Isabelle van Orléans (1848-1919) | Marie Isabelle van Orléans (1848-1919) | Marie Isabelle van Orléans (1848-1919) | Marie Isabelle van Orléans (1848-1919) |                                       |                                       |                                       |                                       |                                                 |                                                 |                                                 |                                                 |                                                 |                                                 |  |  |  |  |  |  |  |  |  |  |  |  |  |  |  |  |  |  |  |  |  |  |  |  |  |  |  |  |  |  |  |  |  |  |  |  |  |  |  |  |  |  |  |  |  |  |  |  |
|                                             |                                             |                                             |                                             |                                             |                                             |                                              |                                              |                                              |                                              | Louis Philippe van Orléans (1838-1894)       | Louis Philippe van Orléans (1838-1894)       | Louis Philippe van Orléans (1838-1894) | Louis Philippe van Orléans (1838-1894) | Louis Philippe van Orléans (1838-1894)                 | Louis Philippe van Orléans (1838-1894)                 |                                                        |                                                        |                                                        |                                                        |                                                 |                                                 |                                                 |                                                 |                                                 |                                                 |                                  |                                  |                                             |                                             |                                             |                                             |                                             |                                             |                                              |                                              |                                              |                                              | Marie Isabelle van Orléans (1848-1919)       | Marie Isabelle van Orléans (1848-1919)       | Marie Isabelle van Orléans (1848-1919) | Marie Isabelle van Orléans (1848-1919) | Marie Isabelle van Orléans (1848-1919) | Marie Isabelle van Orléans (1848-1919) |                                       |                                       |                                       |                                       |                                                 |                                                 |                                                 |                                                 |                                                 |                                                 |  |  |  |  |  |  |  |  |  |  |  |  |  |  |  |  |  |  |  |  |  |  |  |  |  |  |  |  |  |  |  |  |  |  |  |  |  |  |  |  |  |  |  |  |  |  |  |  |
|                                             |                                             |                                             |                                             |                                             |                                             |                                              |                                              |                                              |                                              |                                              |                                              |                                        |                                        |                                                        |                                                        |                                                        |                                                        |                                                        |                                                        |                                                 |                                                 |                                                 |                                                 |                                                 |                                                 |                                  |                                  |                                             |                                             |                                             |                                             |                                             |                                             |                                              |                                              |                                              |                                              |                                              |                                              |                                        |                                        |                                        |                                        |                                       |                                       |                                       |                                       |                                                 |                                                 |                                                 |                                                 |                                                 |                                                 |  |  |  |  |  |  |  |  |  |  |  |  |  |  |  |  |  |  |  |  |  |  |  |  |  |  |  |  |  |  |  |  |  |  |  |  |  |  |  |  |  |  |  |  |  |  |  |  |
|                                             |                                             |                                             |                                             |                                             |                                             |                                              |                                              |                                              |                                              |                                              |                                              |                                        |                                        |                                                        |                                                        |                                                        |                                                        |                                                        |                                                        |                                                 |                                                 |                                                 |                                                 |                                                 |                                                 |                                  |                                  |                                             |                                             |                                             |                                             |                                             |                                             |                                              |                                              |                                              |                                              |                                              |                                              |                                        |                                        |                                        |                                        |                                       |                                       |                                       |                                       |                                                 |                                                 |                                                 |                                                 |                                                 |                                                 |  |  |  |  |  |  |  |  |  |  |  |  |  |  |  |  |  |  |  |  |  |  |  |  |  |  |  |  |  |  |  |  |  |  |  |  |  |  |  |  |  |  |  |  |  |  |  |  |
| Marie Amélie van Orléans (1865-1951)        | Marie Amélie van Orléans (1865-1951)        | Marie Amélie van Orléans (1865-1951)        | Marie Amélie van Orléans (1865-1951)        | Marie Amélie van Orléans (1865-1951)        | Marie Amélie van Orléans (1865-1951)        |                                              |                                              | Filips van Orléans (1869-1926)               | Filips van Orléans (1869-1926)               | Filips van Orléans (1869-1926)               | Filips van Orléans (1869-1926)               | Filips van Orléans (1869-1926)         | Filips van Orléans (1869-1926)         |                                                        |                                                        | Hélène van Orléans (1871-1951)                         | Hélène van Orléans (1871-1951)                         | Hélène van Orléans (1871-1951)                         | Hélène van Orléans (1871-1951)                         | Hélène van Orléans (1871-1951)                  | Hélène van Orléans (1871-1951)                  |                                                 |                                                 | Isabelle van Orléans (1878-1961)                | Isabelle van Orléans (1878-1961)                | Isabelle van Orléans (1878-1961) | Isabelle van Orléans (1878-1961) | Isabelle van Orléans (1878-1961)            | Isabelle van Orléans (1878-1961)            |                                             |                                             | Louise van Orléans (1882-1958)              | Louise van Orléans (1882-1958)              | Louise van Orléans (1882-1958)               | Louise van Orléans (1882-1958)               | Louise van Orléans (1882-1958)               | Louise van Orléans (1882-1958)               |                                              |                                              | Ferdinand van Orléans (1884-1924)      | Ferdinand van Orléans (1884-1924)      | Ferdinand van Orléans (1884-1924)      | Ferdinand van Orléans (1884-1924)      | Ferdinand van Orléans (1884-1924)     | Ferdinand van Orléans (1884-1924)     |                                       |                                       | ... + 2 jong overleden broers                   | ... + 2 jong overleden broers                   | ... + 2 jong overleden broers                   | ... + 2 jong overleden broers                   | ... + 2 jong overleden broers                   | ... + 2 jong overleden broers                   |  |  |  |  |  |  |  |  |  |  |  |  |  |  |  |  |  |  |  |  |  |  |  |  |  |  |  |  |  |  |  |  |  |  |  |  |  |  |  |  |  |  |  |  |  |  |  |  |